# Amalia García

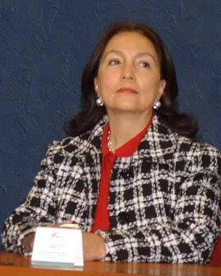
Amalia García

Amalia García Medina (Zacatecas, 6 oktober 1951) is een Mexicaans politica. Sinds 1 september 2024 is ze senator voor Movimiento Ciudadano. García was mede-oprichter van de Partij van de Democratische Revolutie (PRD) en namens die partij de eerste vrouwelijke gouverneur van Zacatecas (2004-2010).

## Carrière
García is de dochter van Francisco García Estrada die gouverneur was van Zacatecas voor de Institutioneel Revolutionaire Partij (PRI). Na het bloedbad van Tlatelolco van 1968 keerde ze zich  af van die partij en sloot ze zich aan bij de illegale Communistische Partij van Mexico (PCM). Later matigde ze haar standpunt en sloot ze zich aan bij de Verenigde Socialistische Partij van Mexico (PSUM) en vervolgens bij de Partij van de Democratische Revolutie, waarvoor ze senator en afgevaardigde was. Van 2000 tot 2002 was ze voorzitter van de PRD.
In 2004 won ze overtuigend de gouverneursverkiezingen van Zacatecas, en werd ze ingehuldigd als eerste vrouwelijke gouverneur van die staat. García's regering werd ontsierd door interne twisten binnen de staatsregering en de Zacatecaanse PRD. In 2010 werd de kandidaat van de PRD verslagen door Miguel Alonso Reyes namens de PRI en moest de PRD het veld ruimen in Zacatecas.
In 2018 verliet García de PRD en trad toe tot de Partij van de Burgerbeweging. Voor deze partij werd ze in 2024 verkozen in de senaat.